# Cantone di Avranches
Il Cantone di Avranches è una divisione amministrativa dell'arrondissement di Avranches.
A seguito della riforma approvata con decreto del 25 febbraio 2014, che ha avuto attuazione dopo le elezioni dipartimentali del 2015, è passato da 16 a 20 comuni.

## Composizione
I 16 comuni facenti parte prima della riforma del 2014 erano:
- Avranches
- Chavoy
- La Godefroy
- La Gohannière
- Marcey-les-Grèves
- Plomb
- Pontaubault
- Ponts-sous-Avranches
- Saint-Brice
- Saint-Jean-de-la-Haize
- Saint-Loup
- Saint-Martin-des-Champs
- Saint-Ovin (frazione)
- Saint-Senier-sous-Avranches
- Vains
- Le Val-Saint-Père

Dal 2015 i comuni appartenenti al cantone sono i seguenti 20:
- Angey
- Avranches
- Bacilly
- Carolles
- Champcey
- Champeaux
- Chavoy
- Dragey-Ronthon
- Genêts
- Jullouville
- Lolif
- Marcey-les-Grèves
- Montviron
- Plomb
- Ponts
- Saint-Jean-de-la-Haize
- Saint-Jean-le-Thomas
- Saint-Pierre-Langers
- Sartilly
- Vains